# Tricentrus murreeana
Tricentrus murreeana är en insektsart som beskrevs av S. Ahmad och Yasmeen 1976. Tricentrus murreeana ingår i släktet Tricentrus och familjen hornstritar. Inga underarter finns listade i Catalogue of Life.